# Calyptorhynchus banksii
Il cacatua nero codarossa (Calyptorhynchus banksii) è un uccello della famiglia dei Cacatuidi.

## Descrizione
Il cacatua nero codarossa vive nell'Ovest dell'Australia, è lungo almeno 60 cm in lunghezza ed è sessualmente dimorfo. Le piume del maschio sono completamente nere, con una cresta prevalentemente nera fatta di piume allungate sulla fronte e una coda anch'essa nera con due pannelli rossi ai lati, mentre il becco è grigio. La femmina è nera a strisce giallo-arancioni sulla coda e sul petto, con del giallo che spazia verso puntini rossi su una base nera. Il maschio pesa tra i 670 e i 920 grammi, mentre le femmine tra i 615 e gli 870. In comune con altri cacatua e pappagalli, il cacatua nero codarossa ha zampe zigodattili (due dita in avanti e due all'indietro), che gli permette di afferrare gli oggetti con una zampa mentre si regge con l'altra, utile per nutrirsi. Inoltre, usa quasi esclusivamente la zampa sinistra.
Da giovane, il cacatua nero codarossa assomigliano alle femmine fino alla pubertà, a circa quattro anni d'età, ma con delle parti inferiori di colore giallo pallido; raggiungendo la maturità, le piume delle code dei maschi passano dal giallo al rosso, in un processo che si completa dopo circa quattro anni.
Come altri uccelli cacatua, questo volatile gode di una lunga vita in cattività; nel 1938, l'ornitologo Neville William Cayley riportò un esemplare che aveva vissuto per oltre 50 anni al Taronga Zoo, mentre un altro esemplare era morto nel 1979 all'età di 45 anni e 5 mesi.